# Рали
 За града в САЩ вижте Рали (Северна Каролина).  
Рали спортът е вид автомобилен спорт, провеждан на обществени или частни пътища.

## Особености
Използват се специално модифицирани за целта заводски автомобили, които отговарят на всички закони за движението по пътищата. Особеното при този автомобилен спорт е, че той не се провежда на затворени трасета. Вместо това участниците се състезават от точка до точка, като стартират през равни интервали от време и тяхното състезателно време се измерва чрез междинни контроли. Победител е този, който измине състезателните отсечки за най-кратко време.

## Исторически състезания
В резултат на все по-напредналите рали автомобили на 21 век има тенденция към исторически състезания (известни също като класически състезания), в които старите автомобили се състезават по старите правила.